# Ecce homo
Ecce homo лат. (изговор: екце хомо). Ево човјека! (Пилат)

## Поријекло изреке
Према Јеванђељу по Јовану ове ријечи упутио је Понтије Пилат окупљеним Јеврејима показујући им бичеваног Исуса, с трновим вијенцем на глави (један од најчешћих мотива хришћанске иконографије).

## Тумачење
Изворно значење ове изреке је негативне конотације.   Пилат се  додворава Јеврејима који ликују у Исусовом кажњавању.  Хришћанство и Исус угрожавају моћни а актуелни многобожачки  Пантеон римски, а Исус је ипак само рањив, обичан човјек.

## Пренесено значење
Данас се употребљава у пренесеном значењу, када се указивањем на неку личност жели изазвати снажан утисак.